# Du nước
Du nước (danh pháp hai phần: Planera aquatica) là loài duy nhất trong chi Planera, sinh sống ở khu vực đông nam Hoa Kỳ. Đây là loài cây gỗ nhỏ với lá sớm rụng, cao khoảng 10–15 m, có quan hệ họ hàng gần với các loài du nhưng với quả là loại quả hạch đầy gai, đường kính 10–15 mm, thay vì là các hạt có cánh như ở các loài du. Như tên gọi của nó cho thấy, nó mọc trên các khu vực ẩm ướt. Lá dài 3–7 cm, với các mép lá có khía răng cưa.
Độ mẫn cảm của nó với bệnh du Hà Lan ở mức trung bình.

## Hình ảnh

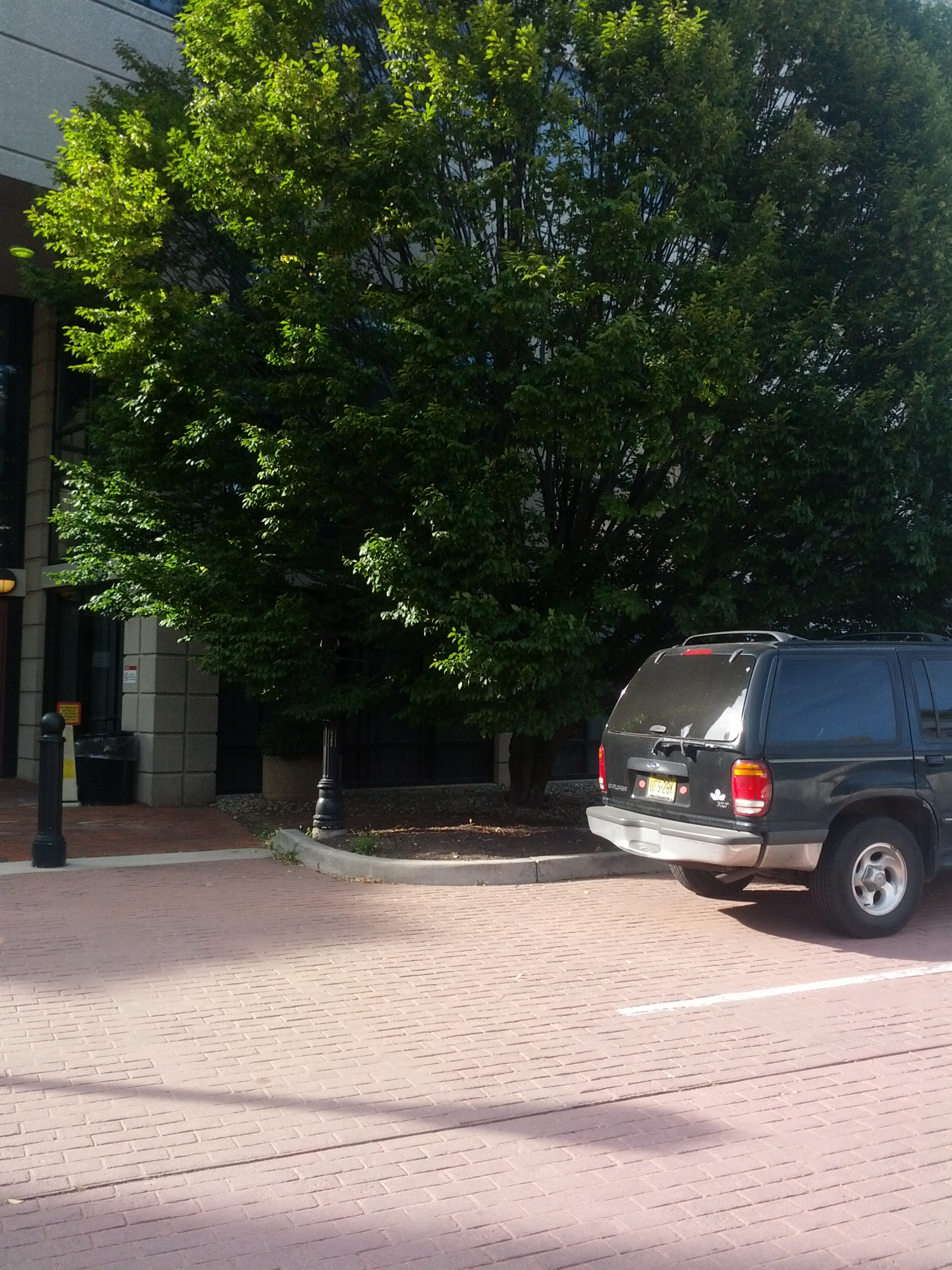
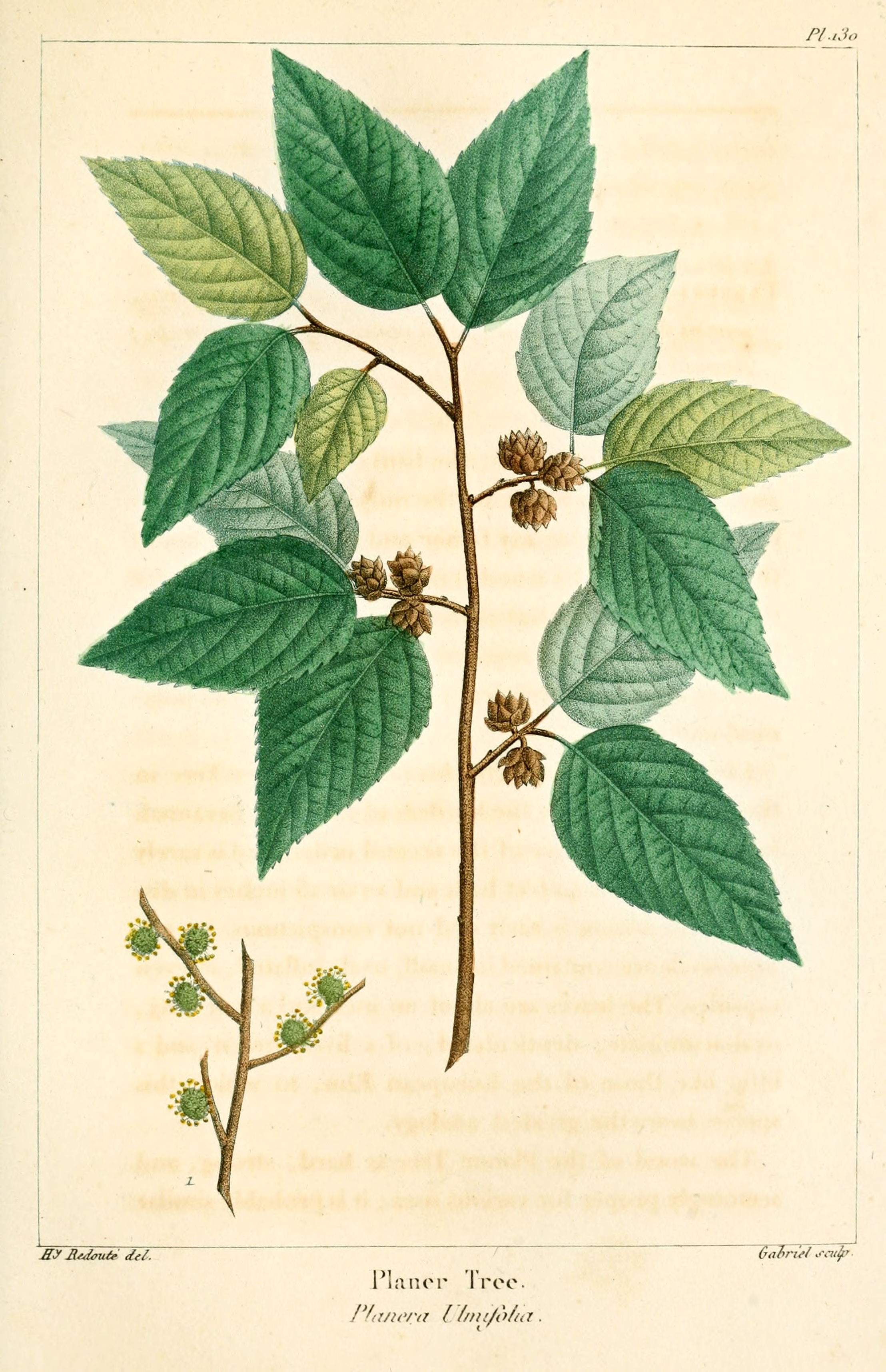